# Alessio Sakara
Alessio Sakara, född 2 september 1981 i Rom, är en italiensk MMA-utövare som tävlar i organisationen Bellator MMA.
Sakara tävlade i Ultimate Fighting Championship 2005–2013.